# Cuatro Weddings
Cuatro Weddings es un programa de televisión producido por Sr. Mono Producciones para su emisión en Cuatro, el cual está basado en el formato británico Four weddings. El reality, en el que cuatro parejas compiten por tener la mejor boda para conseguir una luna de miel, se estrenó el 12 de noviembre de 2018.

## Formato
En Cuatro weddings, cuatro parejas muestran sus respectivas bodas desde el proceso de organización y los preparativos hasta el día de la ceremonia. Precisamente, en el día de la propia boda, las novias del resto de parejas deben asistir como invitadas y valorar del 1 al 10 distintos aspectos, tales como el vestido, la localización, el banquete y el evento (la fiesta). Con los resultados de los votos, se decide qué boda es la mejor, obteniendo como premio una luna de miel de ensueño.

## Episodios y audiencias
| N.º | Fecha de emisión | Protagonistas                                                            | Audiencia      |
| --- | ---------------- | ------------------------------------------------------------------------ | -------------- |
| 1   | 12/11/2018       | Toñi y David, Beatriz y Cristian, Vanesa y Sergio, y Abigaíl y Nacho     | 866 000 (6,6%) |
| 2   | 19/11/2018       | Esther y Víctor, Jessica y Cristian, Davinia y Ángel, y Fátima y Carlos  | 740 000 (5,5%) |
| 3   | 26/11/2018       | Antonio y José, Anika y Joaquín, Esther y Jorge, e Isabel y José         | 665 000 (5,2%) |
| 4   | 03/12/2018       | Claudia y Miguel Ángel, Loli y José Manuel, Sara y Eros, y Eirin y David | 690 000 (5,3%) |
| 5   | 10/12/2018       | Sara y Juanjo, Mirian y Diego, Alejandra y José Luis, y Loli y Sergio    | 826 000 (6,2%) |
| 6   | 17/12/2018       | Sonia y Daniel, Lorena y José Carlos, Tamara y Juan, y Tatiana y Luis    | 859 000 (6,6%) |
| 7   | 07/01/2019       | Sheila y Gaizka, Sara y Adonay, Ahlam y Aladín, y Trini y Fermín         | 662 000 (5,1%) |
| 8   | 14/01/2019       | Esmeralda y Javi, Isabel y Juan, Carolina y Rubén, y Dámaris y Francisco | 704 000 (5,1%) |

## Audiencia media de todas las temporadas
| Edición                             | Programas | Fecha     | Cadena | Espectadores | Cuota |
| ----------------------------------- | --------- | --------- | ------ | ------------ | ----- |
| Cuatro Weddings (Primera temporada) | 8         | 2018/2019 | Cuatro | 752 000      | 5,7%  |